# Subdirecció General dels Arxius Estatals
La Subdirecció General dels Arxius Estatals és l'òrgan director de la Direcció General del Llibre, Arxius i Biblioteques encarregat d'elaborar, dirigir i coordinar totes aquelles actuacions encaminades a la custòdia, conservació i difusió del Patrimoni Documental. Així mateix, gestiona la xarxa d'arxius i de centres dependents del Ministeri de Cultura d'Espanya.
El Ministeri de Cultura, com a part de l'Administració General de l'Estat, té competències en la protecció, acreixement i transmissió a les generacions futures del Patrimoni Històric Espanyol.
Per a la realització de les seves funcions compta amb la Subdirecció General dels Arxius Estatals, la missió del qual és elaborar, dirigir i coordinar totes aquelles actuacions encaminades a la custòdia, conservació i difusió del patrimoni documental.

## Funcions
És l'encarregada de les funcions de gestió dels arxius de titularitat i gestió estatal adscrits al Ministeri de Cultura, com de la seva creació, dotació i foment
Així mateix, s'encarrega de fer l'assessorament respecte dels arxius de titularitat estatal dependents d'altres Ministeris i de la coordinació del Sistema Espanyol d'Arxius.
Les funcions comprenen alhora el foment de la conservació del seu patrimoni documental, la seva promoció i difusió nacional i internacional, a més a més de la planificació, desenvolupament i manteniment de l'Arxiu Central del Ministeri de Cultura.
Desenvolupa la seva activitat mitjançant una sèrie de línies d'actuació entre les quals destaquen la conservació i foment del Patrimoni Documental Espanyol, amb inversió en edificis, seguretat, instal·lacions, restauració i ajuts a institucions públiques i privades sense ànim de lucre, com també la difusió nacional i internacional del patrimoni documental i dels Arxius amb la realització de projectes com PARES (Portal d'Arxius Espanyols), el Cens-Guia d'Arxius d'Espanya i Iberoamèrica o la Guia de Fonts, que permet l'accés lliure i universal a la informació conservada als Arxius.
Altres línies d'actuació són la formació i assistència tècnica, amb l'organització d'esdeveniments professionals i elaboració de plans de formació i reciclatge, especialment dirigits a la implantació de les noves tecnologies arxivístiques, per millorar els serveis prestats i superar les barreres tradicionals en l'accés als Arxius, i també la cooperació arxivística nacional i internacional, amb la coordinació i participació en diferents fòrums professionals.

## Organització
S'organitza en diferents àrees i serveis:
- Centre d'Informació Documental d'Arxius (CIDA). El CIDA, òrgan dependent de la Subdirecció General dels Arxius Estatals, té com a missió fonamental la de difondre i donar a conèixer el ric contingut del Patrimoni Documental Espanyol. Aquesta difusió la realitza principalment mitjançant la producció de diferents bases de dades especialitzades accessibles en línia. A més en el Centre s'atenen consultes per correspondència i correu electrònic.
- Servei de Reproducció de Documents (SDR). El Servei de Reproducció de Documents és un centre dependent de la Subdirecció General dels Arxius Estatals que té com a missió principal la reproducció del Patrimoni Documental com a mesura de seguretat per a la conservació d'aquest.
- Programació i Coordinació Arxivística.
- Programació Econòmica.
- Valoració i Tractament de Documentació Administrativa.
- Relacions Institucionals.

A més, participa en òrgans col·legiats com el Patronat de l'Arxiu General d'Índies i el Patronat del Centre Documental de la Memòria Històrica, que s'encarreguen del foment, control i seguiment dels plans, programes i activitats d'aquests arxius.

Llistat d'Arxius gestionats per la Subdirecció General d'Arxius Estatals:

Arxius Generals:
- Arxiu de la Corona d'Aragó
- Arxiu General de Simancas
- Arxiu General d'Índies
- Arxiu Històric Nacional
- Arxiu General de l'Administració
- Centre Documental de la Memòria Històrica

Arxius Regionals:
- Arxiu de la Real Chancillería de Valladolid

Arxius Històrics Provincials:
- Arxiu Històric Provincial d'Àlava
- Arxiu Històric Provincial de Biscaia
- Arxiu Històric Provincial de Guipúscoa

Arxiu Central del Ministeri de Cultura

Compta amb una sèrie d'òrgans consultius i tècnics per al desenvolupament de determinades funcions:
- Junta Superior d'Arxius. És l'òrgan consultiu de l'Administració General de l'Estat amb les funcions d'elevar les propostes que consideri convenients per a la millora de la investigació, conservació, enriquiment, protecció i difusió dels béns integrants del Patrimoni Documental i els Arxius, com també d'assessorar i informar sobre les qüestions relatives al Patrimoni Documental i els Arxius. Està presidida pel Ministre de Cultura, en la seva estructura i composició participen membres de la Direcció General del Llibre, Arxius i Biblioteques.

- Comissió Superior Qualificadora de Documents Administratius. És l'òrgan superior consultiu de l'Administració General de l'Estat a la presa de decisions sobre la conservació i utilització dels seus documents. És responsable de la presa de decisions sobre la conservació i utilització dels documents de l'Administració General de l'Estat. Les seves funcions consisteixen en l'estudi i dictamen sobre les qüestions relatives a la qualificació i utilització dels documents de l'Administració General de l'Estat i dels organismes públics vinculats o dependents d'ella, així com la seva integració en els arxius i el règim d'accés i inutilitat administrativa de tals documents.

El Reial Decret 139/2000, de 4 de febrer (BOE 11/02/2000) va regular la composició, funcionament i competències de l'esmentada Comissió, però l'experiència adquirida ha posat de manifest la necessitat d'incorporar a la mateixa a la totalitat dels Departaments Ministerials actualment existent, la qual cosa ha dut a terme en virtut del Reial Decret 1401/2007, de 29 d'octubre (BOE 7/11/2007) pel que es regula la composició, funcionament i competències de la Comissió Superior Qualificadora de Documents Administratius, que deroga l'anterior Reial Decret. Així mateix, aquest Reial Decret estableix una Comissió Permanent i constitueix un Secretariat Permanent, com a òrgan d'assistència i suport a la Comissió Superior Qualificadora de Documents Administratius. El règim i el procediment per a l'eliminació de documents i, en el seu cas, conservació en suport diferent a l'original es regula al Reial Decret 1164/2002 de 8 de novembre (BOE 15/11/2002).

## Butlletí d'Arxius Estatals
A través del Butlletí electrònic s'ofereix informació sobre esdeveniments, cursos i altres activitats organitzades i en les quals participa la Subdirecció General d'Arxius Estatals.